# Lijst van vlaggen van Deense deelgebieden
Hieronder staat een lijst van vlaggen van Deense deelgebieden. Denemarken bestaat uit vijf regio's.
De regionale indeling heeft op 1 januari 2007 de indeling in provincies vervangen. Tot die datum bestond Denemarken uit dertien provincies en drie gemeenten die buiten de provinciale indeling vielen.
Naast de vijf regio's, en voorheen de provincies, vallen er twee afhankelijke gebieden binnen het Deense koninkrijk: de Faeröer en Groenland.

## Vlaggen van provincies en regio's
De Deense regio's hebben, net als voorheen de provincies, geen eigen officiële vlag: dat is hen niet toegestaan door de nationale overheid. In Jutland, dat verdeeld is in de provincies Noord-Jutland en Midden-Jutland, wordt zeer zelden een eigen onofficiële vlag gebruikt. Bornholm, een eiland dat bij de regio Hovedstaden behoort maar tot en met 2006 als regionale gemeente buiten de provinciale indeling viel, heeft wel een eigen vlag, maar ook deze heeft geen officiële status. De enige andere subnationale vlag die in Denemarken geregeld gebruikt wordt, is die van Vendsyssel. Deze streek in het noorden van Jutland is geen bestuurlijke entiteit, maar heeft wel een eigen onofficiële vlag, de Vendelbrog.
De regio's van Denemarken hebben geen eigen vlaggen, maar gebruiken "logo's" als symbolen. Deze worden soms ten onrechte gezien als vlaggen, maar dit is niet het officiële gebruik ervan.

### Vlaggen van Deense regio's
| Kaart | Regio           | Vlag | Artikel over de vlag     | Ratio |
| ----- | --------------- | ---- | ------------------------ | ----- |
|       | Hoofdstad       |      | Vlag van Hoofdstad       | 2:3   |
|       | Midden-Jutland  |      | Vlag van Midden-Jutland  | 2:3   |
|       | Noord-Jutland   |      | Vlag van Noord-Jutland   | 2:3   |
|       | Seeland         |      | Vlag van Seeland         | 2:3   |
|       | Zuid-Denemarken |      | Vlag van Zuid-Denemarken | 2:3   |

### Vlaggen van Deense streken

Onofficiële vlag van Ærø
Onofficiële vlag van Bornholm
Onofficiële vlag van Jutland, zeer zelden gebruikt
Onofficiële vlag van Vendsyssel

## Vlaggen van afhankelijke gebieden
| Kaart | Afhankelijk gebied | Vlag | Artikel over de vlag | Ratio | Ingebruikname |
| ----- | ------------------ | ---- | -------------------- | ----- | ------------- |
|       | Faeröer            |      | Vlag van de Faeröer  | 8:11  | 25 april 1940 |
|       | Groenland          |      | Vlag van Groenland   | 2:3   | 21 juni 1985  |